# Schleicher ASK 13
De ASK 13 is een tweepersoons zweefvliegtuig, gebouwd door de firma Alexander Schleicher GmbH & Co uit Duitsland, het toestel wordt hoofdzakelijk gebruikt voor opleidingsdoeleinden.
Het toestel is opvallend vanwege het feit dat de vleugels naar voren staan gericht en het vliegtuig geen T-staart bezit, zoals de meeste moderne zweefvliegtuigen.
Vroeger was het echter gebruikelijk om het stabilo bij de romp-staartovergang te plaatsen.
Een modernere versie is de ASK-21, ook hoofdzakelijk in gebruik voor opleidingsdoeleinden.